# Plagideicta albonotota
Plagideicta albonotota är en fjärilsart som beskrevs av George Francis Hampson 1893. Plagideicta albonotota ingår i släktet Plagideicta och familjen nattflyn. Inga underarter finns listade i Catalogue of Life.